# 9907 Oileus
A 9907 Oileus (ideiglenes jelöléssel 6541 P-L) egy kisbolygó a Naprendszerben. Cornelis Johannes van Houten, Ingrid van Houten-Groeneveld és Tom Gehrels fedezte fel 1960. szeptember 24-én.